# Местеролон
Местероло́н — активный при пероральном приеме (внутрь) андроген, является производным дигидротестерона. Производится под коммерческим названием «Провирон» (производитель голландская фармацевтическая компания Шеринг (Schering)). В Российской Федерации зарегистрирован П-8-242 № 008719, 13.11.98ППР.
Находится в свободной продаже на Украине.
В конце 1970-х, начале 1980-х годов исследовалась его активность в отношении различных форм депрессивных расстройств у мужчин. Вследствие обнаружения более эффективных препаратов, обладающих антидепрессивной активностью из группы СИОЗС изучение перспектив его применения для лечения депрессивных нарушений было прекращено.
В одном из рандомизированных, с двойным слепым контролем исследований местеролон применялся в течение 4-х недель в дозе 75 мг/сут (Itil & Colleagues). Среди мужчин страдающих дистимическими расстройствами достигнуто улучшение в виде снижения тревожности, уменьшения апатии, повышения энергичности.
В другом исследовании, при в/м назначении 100 мг местеролона ципионата дважды в месяц различий между экспериментальной и контрольными группами в зависимости от уровня препарата в плазме крови выявлено не было. В обеих группах уровень лютеинизирующего гормона практически не изменялся и слабо зависел от уровня препарата в плазме.
Местеролон является относительно слабым андрогеном и редко используется для заместительной терапии. Несмотря на это, его побочные действия ощутимы. К примеру, при приеме провирона, возможен потенциальный риск в виде гипертрофии простаты, а также облысения по мужскому типу.
Анаболическая активность практически отсутствует. Вследствие отсутствия 17-α-алкил группы в своей структуре не токсичен, побочные эффекты при использовании в рекомендуемых дозах (акне, выпадение волос по мужскому типу) крайне редки.
В медицинской практике используется в составе комплексной терапии бесплодия для повышения количества и качества сперматозоидов: на протяжении полного цикла сперматогенеза, то есть примерно 90 дней.
Входит в «Список сильнодействующих веществ для целей статьи 234 и других статей Уголовного кодекса Российской Федерации».